# Chitamni
Chitamni est un site préhistorique de Corée datant du Néolithique et représentatif de la période de la céramique Jeulmun classique. Habité entre 5000 et 3000 av. J.-C., il se situe au bord de la rivière Chaeryong, dans le Hwanghae, en Corée du Nord. L'importance du site réside dans la découverte de matière organique au fond d'une fosse de stockage et décrite comme étant du millet.

## Description
Les fouilles ont été menées en 1957 à deux endroits différents. Un site était situé directement au bord de la rivière tandis que l'autre se trouvait sous les restes d'une ville fortifiée datant du temps de la commanderie de Lelang. Un des sites contenait une maison, l'autre deux. La première maison est carrée, enfoncée de 50 cm dans un sol sablonneux, et mesure de 6 à 7 mètres. Les murs sont enduits d'argile.
Les outils sont en pierre taillée ou polie. Ce sont des haches, des marteaux, des houes, des faucilles et des pointes de projectile. De nombreuses charrues, d'un style commun au nord de la Corée et à la Chine, ont été retrouvées. La céramique est typique du Jeulmun classique, conique avec une grande ouverture.
Ce site présente de grandes similitudes avec celui d'Amsa-dong, près de Séoul, en Corée du Sud.